# آرثر مارس
آرثر مارس (بالألمانية: Arthur March)‏ هو فيزيائي نمساوي، ولد في 1891 في بريكسن في إيطاليا، وتوفي في 1957 في برن في سويسرا.